# انبورن
انبورن (به انگلیسی: Enborne) یک روستا و محله مدنی در بریتانیا است که در بارکشر غربی واقع شده‌است. انبورن ۸٫۸۵ کیلومتر مربع مساحت و ۷۳۵ نفر جمعیت دارد.